# FK Palanga
El FK Palanga es un club de fútbol ubicado en Palanga, Lituania. Actualmente juega en la 1 Lyga, segunda categoría nacional.

## Historia
El equipo de fútbol de Palanga fue fundado en 2010 como heredero de un club anterior, el desaparecido FK Gintaras y el FK Nemunas. Partiendo del tercer nivel del sistema de ligas lituano, la entidad permaneció seis temporadas en la Primera Liga hasta que en 2017 fue campeón y obtuvo el ascenso a la División de Honor.